# Teofil Wisłocki
Teofil Wisłocki (ur. w 1815 w Tymbarku, zm. 8 października 1881 w Warszawie) – polski lekarz, profesor Akademii Medyko-Chirurgicznej i Szkoły Głównej w Warszawie.

## Życiorys
Ukończył gimnazjum w Nowym Sączu a potem wydział filozoficzny uniw. we Lwowie. Następnie studiował medycynę na uniw. we Lwowie i Berlinie, gdzie uzyskał doktorat z medycyny (1844). Następnie odbył praktykę lekarską w Niemczech i Francji – dłuższy czas przebywał w Strassburgu i Paryżu. W latach 1848–1850 prowadził prywatną praktykę lekarską we Lwowie. Następnie asystent w katedrze anatomii patologicznej na uniw. wiedeńskim (1851–1854). Po powrocie do Lwowa znowu prowadził prywatny gabinet lekarski (1856-1857). Był także redaktorem naczelnym wychodzącego we Lwowie "Świtu" - dziennika poświęconemu polityce, przemysłowi i literaturze (1856–1857). Następnie od 1857 profesor i kierownik katedry Patologii i Anatomii Patologicznej w Akademii Medyko-Chirurgicznej w Warszawie, następnie profesor i kierownik katedry Medycyny Sądowej w Szkole Głównej a potem prof. higieny i policji lekarskiej na uniw. w Warszawie. Był autorem podręcznika do toksykologii oraz artykułów w "Gazecie Lekarskiej". Członek korespondent Galicyjskiego Towarzystwa Gospodarskiego (1868–1881). Był cenionym wykładowcą i lekarzem, jak napisał we wspomnieniu pośmiertnym profesor Henryk Łuczkiewicz był mężem podniosłego umysłu, szerokich poglądów, wyższych idei, głębokiej i bardzo rozległej nauki, a przy tern, co przy ocenieniu jego znaczenia uwzględnić należy, dziwnie wrażliwej, można powiedzieć, na wskróś oryginalnej natury. Owa to drażliwość jego umysłu i charakteru była niewątpliwie przyczyną, że [...] nie zawsze umiał zjednywać sobie serca ludzi; bo też świat lubuje się w rutynistach, figurkach na powszednią modłę ulepionych - a ś. p. Wisłocki był zaprawdę innym od zwyczajnych śmiertelników i do formułek umysłowych naginać się nie lubił. 

### Prace Teofila Wisłockiego
- Compendium der pathologischen Anatomie, Wien 1853
- Repetitorium der Pharmakodynamik, Wien 1853
- Machtstellung und Streitkraft der im gegenwartigen europaisch - orientalischen Kampfe betheiligten Staaten, Wien 1854
- Wstęp do wykładu patologii ogólnej, odczytany przez prof. W... d. 10 lutego 1859 r. w ces. królew. akademii medyko-chirurgicznej, "Tygodnik Lekarski", 1859, Nr. 7, s. 9-11
- O kąpielach pod względem hygienicznym. (Krótkie sprawozdanie z czynności ces. król. warsz. medyko-chirurgicznej akademii w ciągu pierwszych trzech lat jej istnienia, Warszawa, 1861
- O szkodliwości czerwonego barwnika tkanin w użyciu będących, zwanego fuksyna, "Gazeta Lekarska", t. 1, 1866, s. 81-85
- Czy zapalenie płuc powodujące śmierć, było następstwem obicia lub nie? Zdanie sądowo-lekarskie, "Gazeta Lekarska", t. 1, 1866, s. 341-347, 353-360
- Dzieciobójstwo czy niebytność czynu kary godnego krytyka (ob. Wygrzywalski), "Gazeta Lekarska", t. 3, 1867, s. 302-307
- Toksykologia. Podręcznik obrobiony według dzieła d-ra med. teologii i fil. A. Husemanna, z uwzględnieniem innych ważniejszych autorów w tym przedmiocie, jak Taylor, Tardieu, Sonnenschein i inni, oraz najnowszego postępu tej nauki, część ogólna. Warszawa 1870,

## Rodzina
Miał synów lekarza Jana Bogumiła Wisłockiego (1845-1917) i Włodzimierza Wisłockiego.

## Literatura
- Wisłocki Teofil [w:] Stanisław Kośmiński, Słownik lekarzów polskich obejmujący oprócz krótkich życiorysów lekarzy Polaków oraz - cudzoziemców w Polsce osiadłych, dokładną bibliografią lekarską polską od czasów najdawniejszych aż do chwili obecnej, Warszawa 1883, s. 549-550
- Henryk Łuczkiewicz, Śp. Profesor Dr. Wisłocki. (Wspomnienie pośmiertne), "Kłosy" t. 33, 1881, nr, 851, s. 244-245